# Pomacea paludosa
Pomacea paludosa là một loài ốc biển trong họ Ampullariidae.

## Phân bố

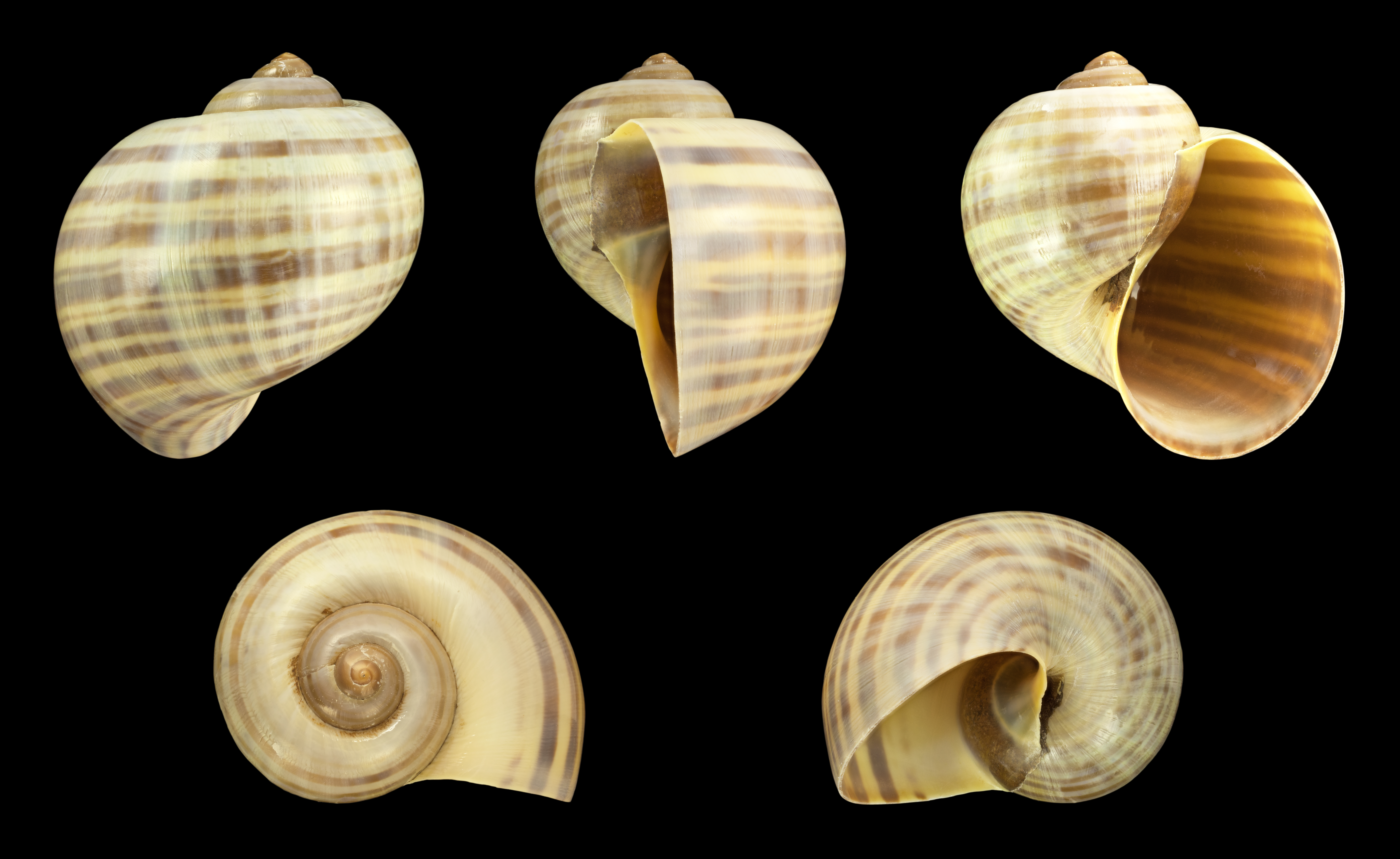

Loài này phân bố ở miền trung và nam Florida, Cuba và Hispaniola.